# Benjamin Källman
Benjamin Källman (Ekenäs, 17 giugno 1998) è un calciatore finlandese, attaccante del KS Cracovia.

## Caratteristiche tecniche
È un centravanti

## Statistiche

### Cronologia presenze e reti in nazionale
| Cronologia completa delle presenze e delle reti in nazionale ― Finlandia | Cronologia completa delle presenze e delle reti in nazionale ― Finlandia | Cronologia completa delle presenze e delle reti in nazionale ― Finlandia | Cronologia completa delle presenze e delle reti in nazionale ― Finlandia | Cronologia completa delle presenze e delle reti in nazionale ― Finlandia | Cronologia completa delle presenze e delle reti in nazionale ― Finlandia | Cronologia completa delle presenze e delle reti in nazionale ― Finlandia | Cronologia completa delle presenze e delle reti in nazionale ― Finlandia |
| Data                                                                     | Città                                                                    | In casa                                                                  | Risultato                                                                | Ospiti                                                                   | Competizione                                                             | Reti                                                                     | Note                                                                     |
| ------------------------------------------------------------------------ | ------------------------------------------------------------------------ | ------------------------------------------------------------------------ | ------------------------------------------------------------------------ | ------------------------------------------------------------------------ | ------------------------------------------------------------------------ | ------------------------------------------------------------------------ | ------------------------------------------------------------------------ |
| 11-1-2018                                                                | Abu Dhabi                                                                | Giordania                                                                | 1 – 2                                                                    | Finlandia                                                                | Amichevole                                                               | -                                                                        | 82’                                                                      |
| 11-6-2019                                                                | Vaduz                                                                    | Liechtenstein                                                            | 0 – 2                                                                    | Finlandia                                                                | Qual. Euro 2020                                                          | 1                                                                        |                                                                          |
| 26-3-2022                                                                | Murcia                                                                   | Finlandia                                                                | 1 – 1                                                                    | Islanda                                                                  | Amichevole                                                               | -                                                                        | 73’                                                                      |
| 29-3-2022                                                                | Murcia                                                                   | Finlandia                                                                | 0 – 2                                                                    | Slovacchia                                                               | Amichevole                                                               | -                                                                        | 85’                                                                      |
| 4-6-2022                                                                 | Helsinki                                                                 | Finlandia                                                                | 1 – 1                                                                    | Bosnia ed Erzegovina                                                     | UEFA Nations League 2022-2023 - 1º turno                                 | -                                                                        | 78’                                                                      |
| 11-6-2022                                                                | Bucarest                                                                 | Romania                                                                  | 1 – 0                                                                    | Finlandia                                                                | UEFA Nations League 2022-2023 - 1º turno                                 | -                                                                        | 80’                                                                      |
| 14-6-2022                                                                | Zenica                                                                   | Bosnia ed Erzegovina                                                     | 3 – 2                                                                    | Finlandia                                                                | UEFA Nations League 2022-2023 - 1º turno                                 | 1                                                                        | 73’                                                                      |
| 23-9-2022                                                                | Helsinki                                                                 | Finlandia                                                                | 1 – 1                                                                    | Romania                                                                  | UEFA Nations League 2022-2023 - 1º turno                                 | -                                                                        | 57’ 90’                                                                  |
| 26-9-2022                                                                | Podgorica                                                                | Montenegro                                                               | 0 – 2                                                                    | Finlandia                                                                | UEFA Nations League 2022-2023 - 1º turno                                 | 1                                                                        | 74’                                                                      |
| 20-11-2022                                                               | Oslo                                                                     | Norvegia                                                                 | 1 – 1                                                                    | Finlandia                                                                | Amichevole                                                               | 1                                                                        |                                                                          |
| 26-3-2023                                                                | Belfast                                                                  | Irlanda del Nord                                                         | 0 – 1                                                                    | Finlandia                                                                | Qual. Euro 2024                                                          | 1                                                                        | 86’                                                                      |
| 19-6-2023                                                                | Helsinki                                                                 | Finlandia                                                                | 6 – 0                                                                    | San Marino                                                               | Qual. Euro 2024                                                          | 1                                                                        |                                                                          |
| 7-9-2023                                                                 | Astana                                                                   | Kazakistan                                                               | 0 – 1                                                                    | Finlandia                                                                | Qual. Euro 2024                                                          | -                                                                        | 67’                                                                      |
| 10-9-2023                                                                | Helsinki                                                                 | Finlandia                                                                | 0 – 1                                                                    | Danimarca                                                                | Qual. Euro 2024                                                          | -                                                                        | 84’                                                                      |
| 14-10-2023                                                               | Lubiana                                                                  | Slovenia                                                                 | 3 – 0                                                                    | Finlandia                                                                | Qual. Euro 2024                                                          | -                                                                        | 34’ 46’                                                                  |
| 17-10-2023                                                               | Helsinki                                                                 | Finlandia                                                                | 1 – 2                                                                    | Kazakistan                                                               | Qual. Euro 2024                                                          | -                                                                        | 77’                                                                      |
| 20-11-2023                                                               | Serravalle                                                               | San Marino                                                               | 1 – 2                                                                    | Finlandia                                                                | Qual. Euro 2024                                                          | -                                                                        | 71’                                                                      |
| 21-3-2024                                                                | Cardiff                                                                  | Galles                                                                   | 4 – 1                                                                    | Finlandia                                                                | Qual. Euro 2024                                                          | -                                                                        | 78’                                                                      |
| 26-3-2024                                                                | Helsinki                                                                 | Finlandia                                                                | 2 – 1                                                                    | Estonia                                                                  | Amichevole                                                               | -                                                                        | 76’                                                                      |
| 4-6-2024                                                                 | Lisbona                                                                  | Portogallo                                                               | 4 – 2                                                                    | Finlandia                                                                | Amichevole                                                               | -                                                                        | 65’                                                                      |
| 7-6-2024                                                                 | Glasgow                                                                  | Scozia                                                                   | 2 – 2                                                                    | Finlandia                                                                | Amichevole                                                               | 1                                                                        | 68’                                                                      |
| 7-9-2024                                                                 | Il Pireo                                                                 | Grecia                                                                   | 3 – 0                                                                    | Finlandia                                                                | UEFA Nations League 2024-2025 - 1º turno                                 | -                                                                        | 25’ 62’                                                                  |
| 10-9-2024                                                                | Londra                                                                   | Inghilterra                                                              | 2 – 0                                                                    | Finlandia                                                                | UEFA Nations League 2024-2025 - 1º turno                                 | -                                                                        | 46’                                                                      |
| 10-10-2024                                                               | Helsinki                                                                 | Finlandia                                                                | 1 – 2                                                                    | Irlanda                                                                  | UEFA Nations League 2024-2025 - 1º turno                                 | -                                                                        | 78’                                                                      |
| 13-10-2024                                                               | Helsinki                                                                 | Finlandia                                                                | 1 – 3                                                                    | Inghilterra                                                              | UEFA Nations League 2024-2025 - 1º turno                                 | -                                                                        | 63’                                                                      |
| 14-11-2024                                                               | Dublino                                                                  | Irlanda                                                                  | 1 – 0                                                                    | Finlandia                                                                | UEFA Nations League 2024-2025 - 1º turno                                 | -                                                                        | 85’                                                                      |
| 17-11-2024                                                               | Helsinki                                                                 | Finlandia                                                                | 0 – 2                                                                    | Grecia                                                                   | UEFA Nations League 2024-2025 - 1º turno                                 | -                                                                        |                                                                          |
| 21-3-2025                                                                | Ta' Qali                                                                 | Malta                                                                    | 0 – 1                                                                    | Finlandia                                                                | Qual. Mondiali 2026                                                      | -                                                                        | 71’                                                                      |
| 24-3-2025                                                                | Kaunas                                                                   | Lituania                                                                 | 2 – 2                                                                    | Finlandia                                                                | Qual. Mondiali 2026                                                      | -                                                                        | 61’                                                                      |
| 7-6-2025                                                                 | Helsinki                                                                 | Finlandia                                                                | 0 – 2                                                                    | Paesi Bassi                                                              | Qual. Mondiali 2026                                                      | -                                                                        | 55’                                                                      |
| 10-6-2025                                                                | Helsinki                                                                 | Finlandia                                                                | 2 – 1                                                                    | Polonia                                                                  | Qual. Mondiali 2026                                                      | 1                                                                        | 63’                                                                      |
| Totale                                                                   |                                                                          | Presenze                                                                 | 31                                                                       |                                                                          | Reti                                                                     | 8                                                                        |                                                                          |

## Palmarès

### Club

#### Competizioni nazionali
- Kakkonen: 1

Ekenäs: 2014
- Coppa di Finlandia: 1

Inter Turku: 2017-2018

### Individuale
- Capocannoniere del campionato finlandese: 1

2021 (14 reti, alla pari con Ariel Ngueukam)